# National Women's Soccer League 2021
La National Women's Soccer League 2021 è stata la nona edizione della massima serie del campionato statunitense di calcio femminile. La stagione è iniziata il 15 maggio e si è conclusa il 30 ottobre 2021. Il campionato è stato vinto dal Washington Spirit per la prima volta, dopo aver battuto nella finale dei play-off il Chicago Red Stars. L'NWSL Shield è stato vinto dal Portland Thorns.

## Stagione

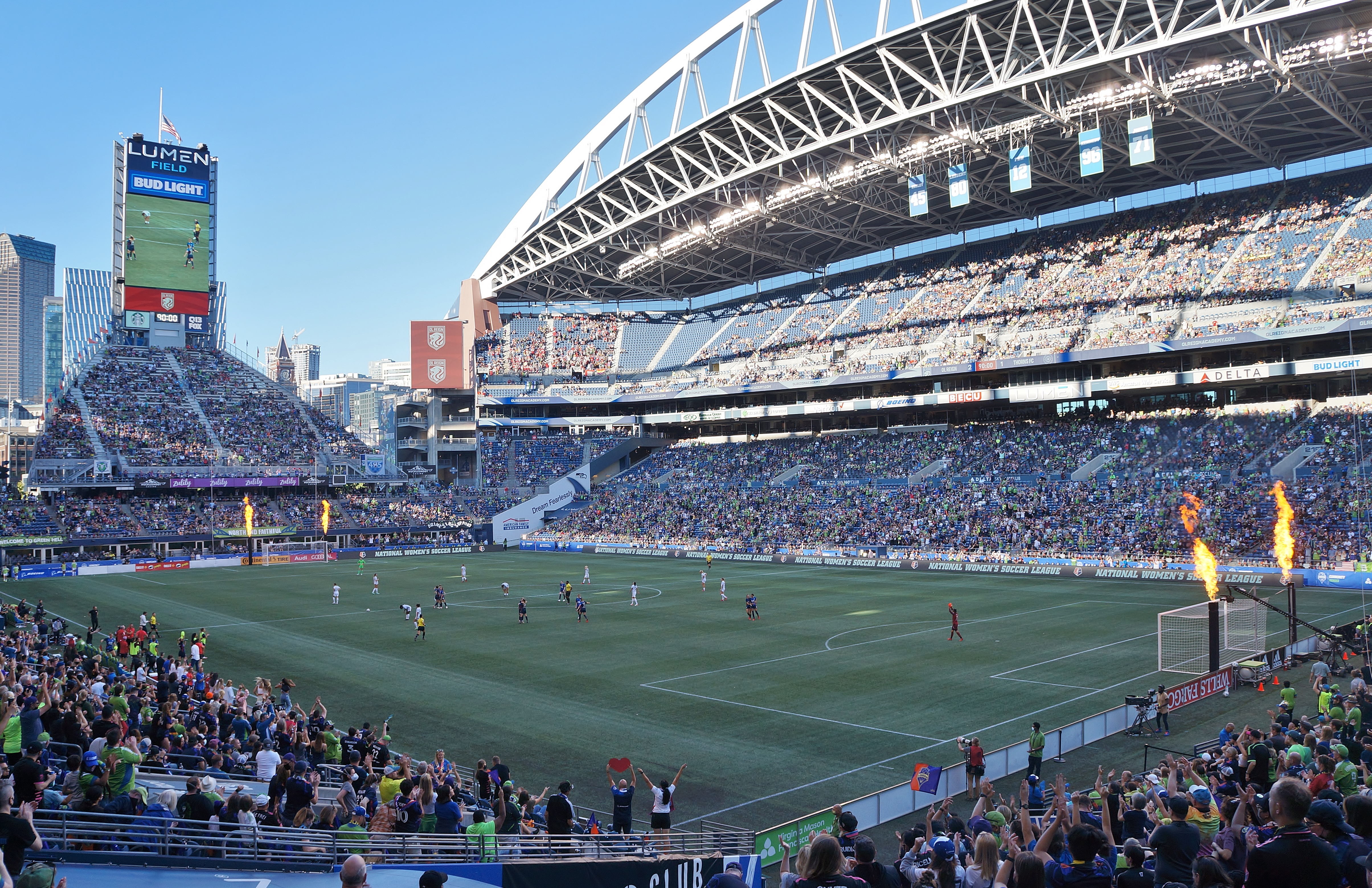
Partita tra l'OL Reign e il Portland Thorns del 29 agosto 2021.

### Novità
Il numero delle squadre partecipanti è salito a 10 rispetto alla stagione 2019 – il campionato 2020 era stato cancellato a causa dell'emergenza sanitaria determinata dalla pandemia di COVID-19 e sostituita con la NWSL Challenge Cup e la NWSL Fall Series. Annunciata nell'ottobre 2021, la nuova società iscritta al campionato è stata il Racing Louisville. Con la cessazione delle attività dello Utah Royals FC un gruppo di imprenditori con sede a Kansas City si è assicurato i diritti sulle calciatrici, sui draft e su altri beni dei Royals, iscrivendo una nuova squadra al campionato di NWSL 2021, dandole il nome temporaneo di Kansas City NWSL. Inoltre, poco prima dell'avvio della stagione lo Sky Blue ha cambiato denominazione in NJ/NY Gotham, cambiando anche logo e colori sociali.

### Formula
Le dieci squadre partecipanti hanno giocato nella stagione regolare un totale di 24 partite, 12 in casa e 12 in trasferta. Le sei squadre meglio classificate hanno disputato un play-off a partita secca per determinare la vincitrice del campionato. Le prime due classificate accedevano direttamente alle semifinali, mentre le squadre classificate dal terzo al sesto posto accedevano ai quarti di finale.

### Avvenimenti
Il 30 settembre 2021 il sito web The Athletic pubblicò un'inchiesta nella quale Paul Riley, allenatore del North Carolina Courage, veniva accusato di coercizione sessuale e di commenti inappropriati sulla forma fisica e l'orientamento sessuale delle calciatrici delle squadre che aveva allenato nei precedenti dieci anni. Le accuse arrivavano da più di una dozzina di calciatrici che lo avevano avuto come allenatore dal 2010, incluse le due calciatrici che si erano esposte pubblicamente. Il giorno stesso il North Carolina Courage aveva licenziato Paul Riley con effetto immediato, mentre la federazione calcistica statunitense gli aveva sospeso la licenza di allenatore. Il 1º ottobre la NWSL, assieme all'associazione delle calciatrici, decise di rinviare la giornata di campionato nel fine settimana successivo, mentre sia la FIFA che la federazione statunitense annunciarono l'avvio di un'investigazione sulle accuse verso Riley. Lo stesso giorno Lisa Baird annunciò le proprie dimissioni dal ruolo di commissario della NWSL, che si unirono alle dimissioni di altri dirigenti sia della NWSL che di alcune società partecipanti, dopo che emersero anche accuse di inazioni della lega nel rispondere alle accuse verso Riley negli anni precedenti. Successive investigazioni fecero emergere accuse anche verso altri allenatori, quali Rory Dames, Richie Burke e Christy Holly. Il 14 dicembre 2022 la NWSL pubblicò il rapporto finale dell'investigazione, riportando  anche una serie di raccomandazioni per evitare il ripetersi della sistematicità che aveva portato alla cattiva condotta alla base delle accuse.
Il 30 ottobre 2021, in occasione dell'ultima giornata della stagione regolare, è stato annunciato che la denominazione definitiva della squadra di Kansas City sarebbe stata Kansas City Current.

## Squadre partecipanti
| Club                   | Città       | Stadio              | Stagione precedente |
| ---------------------- | ----------- | ------------------- | ------------------- |
| Chicago Red Stars      | Chicago     | SeatGeek Stadium    | 2º posto in NWSL    |
| Houston Dash           | Houston     | PNC Stadium         | 7º posto in NWSL    |
| Kansas City NWSL       | Kansas City | Legends Field       | -                   |
| NJ/NY Gotham           | Harrison    | Red Bull Arena      | 8º posto in NWSL    |
| North Carolina Courage | Cary        | Sahlen's Stadium    | 1º posto in NWSL    |
| OL Reign               | Tacoma      | Cheney Stadium      | 4º posto in NWSL    |
| Orlando Pride          | Orlando     | Exploria Stadium    | 9º posto in NWSL    |
| Portland Thorns        | Portland    | Providence Park     | 3º posto in NWSL    |
| Racing Louisville      | Louisville  | Lynn Family Stadium | -                   |
| Washington Spirit      | Washington  | Audi Field          | 5º posto in NWSL    |

## Stagione regolare

### Classifica finale
| Pos. | Squadra                | Pt | G  | V  | N  | P  | GF | GS | DR  |
| ---- | ---------------------- | -- | -- | -- | -- | -- | -- | -- | --- |
| 1.   | Portland Thorns        | 44 | 24 | 13 | 5  | 6  | 33 | 17 | +16 |
| 2.   | OL Reign               | 42 | 24 | 13 | 3  | 8  | 37 | 24 | +13 |
| 3.   | Washington Spirit      | 39 | 24 | 11 | 6  | 7  | 29 | 26 | +3  |
| 4.   | Chicago Red Stars      | 38 | 24 | 11 | 5  | 8  | 28 | 28 | 0   |
| 5.   | NJ/NY Gotham           | 35 | 24 | 8  | 11 | 5  | 29 | 21 | +8  |
| 6.   | North Carolina Courage | 33 | 24 | 9  | 6  | 9  | 28 | 23 | +5  |
| 7.   | Houston Dash           | 32 | 24 | 9  | 5  | 10 | 31 | 31 | 0   |
| 8.   | Orlando Pride          | 28 | 24 | 7  | 7  | 10 | 27 | 32 | -5  |
| 9.   | Racing Louisville      | 22 | 24 | 5  | 7  | 12 | 21 | 40 | -19 |
| 10.  | Kansas City NWSL       | 16 | 24 | 3  | 7  | 14 | 15 | 36 | -21 |

Legenda:
      Vince la NWSL Shield e ammessa ai play-off
      Ammessa ai play-off
Regolamento:
Tre punti a vittoria, uno a pareggio, zero a sconfitta.
La classifica viene stilata secondo i seguenti criteri:
1. Scontri diretti;
2. Miglior differenza reti nell'arco della stagione;
3. Maggior numero di reti segnate;
4. Verifica dei primi tre criteri riguardo alle gare in trasferta;
5. Verifica dei primi tre criteri riguardo alle gare in casa;
6. Lancio della moneta.

Se tre o più squadre rimangono in parità, si tiene conto delle seguenti regole fino a quando rimarranno solamente due squadre, classificabili come indicato nei criteri sopra:
1. Classifica avulsa;
2. Miglior differenza reti stagionale.

### Risultati

#### Tabellone
|                        | Chi     | Hou     | Kan     | NJG     | NCC     | OLR     | Orl     | Por     | Rac     | Was     |
| ---------------------- | ------- | ------- | ------- | ------- | ------- | ------- | ------- | ------- | ------- | ------- |
| Chicago Red Stars      | ––––    | 2-1     | 3-0 2-1 | 0-0     | 1-0     | 3-1     | 0-2 1-0 | 2-1     | 0-3     | 1-1 3-1 |
| Houston Dash           | 2-1 1-1 | ––––    | 2-2     | 1-1     | 4-1     | 2-0 0-1 | 2-1     | 0-1     | 1-0     | 2-2     |
| Kansas City NWSL       | 0-2     | 0-1 3-0 | ––––    | 1-1     | 0-0     | 1-0 0-3 | 1-3     | 0-0     | 2-1     | 1-2     |
| NJ/NY Gotham           | 2-1 0-0 | 1-0     | 1-1     | ––––    | 0-1 3-1 | 1-0     | 0-1     | 0-1     | 1-1     | 0-0     |
| North Carolina Courage | 1-0     | 1-2     | 4-0     | 0-3     | ––––    | 2-1     | 1-2 1-1 | 2-0 0-1 | 5-0 3-1 | 1-2     |
| OL Reign               | 2-0 3-2 | 5-1     | 2-0 3-2 | 0-3     | 0-0     | ––––    | 3-0     | 2-1     | 2-0     | 0-1 0-2 |
| Orlando Pride          | 0-1     | 1-1     | 1-0     | 1-1 2-3 | 0-2     | 0-2     | ––––    | 2-1 1-1 | 1-1 3-1 | 1-1     |
| Portland Thorns        | 5-0     | 2-3     | 1-0 2-0 | 0-0 2-1 | 0-0     | 1-2 1-1 | 2-1     | ––––    | 3-0     | 3-0     |
| Racing Louisville      | 1-1     | 1-0 0-4 | 0-0 3-1 | 1-1     | 0-2     | 1-1     | 3-1     | 0-2     | ––––    | 2-0 0-2 |
| Washington Spirit      | 0-1     | 2-1 1-0 | 2-1     | 2-3     | 2-0 0-0 | 0-3     | 1-1 2-1 | 0-1     | 3-0     | ––––    |

## NWSL play-off
Le migliori sei squadre al termine della stagione regolare hanno avuto accesso ai play-off per determinare la squadra campione.
|  | Quarti di finale | Quarti di finale        | Quarti di finale |                         |   | Semifinali        | Semifinali      | Semifinali |  |  | Finale | Finale | Finale |  |
|  |                  |                         |                  |                         |   |                   |                 |            |  |  |        |        |        |  |
|  |                  |                         |                  |                         |   | 1                 | Portland Thorns | 0          |  |  |        |        |        |  |
|  |                  |                         |                  |                         |   | 1                 | Portland Thorns | 0          |  |  |        |        |        |  |
|  |                  |                         | 4                | Chicago Red Stars       | 2 |                   |                 |            |  |  |        |        |        |  |
|  | 4                | Chicago Red Stars       | 4                | Chicago Red Stars       | 2 | 1                 |                 |            |  |  |        |        |        |  |
|  | 4                | Chicago Red Stars       |                  |                         |   |                   |                 |            |  |  |        |        |        |  |
|  | 5                | NJ/NY Gotham            | 0                |                         |   |                   |                 |            |  |  |        |        |        |  |
|  | 5                | NJ/NY Gotham            | 0                |                         | 4 | Chicago Red Stars | 1               |            |  |  |        |        |        |  |
|  |                  |                         |                  |                         |   |                   |                 |            |  |  |        |        |        |  |
|  |                  |                         | 3                | Washington Spirit (dts) | 2 |                   |                 |            |  |  |        |        |        |  |
|  |                  |                         |                  | Washington Spirit (dts) | 2 |                   |                 |            |  |  |        |        |        |  |
|  |                  |                         |                  |                         |   |                   |                 |            |  |  |        |        |        |  |
|  |                  |                         |                  |                         |   |                   |                 |            |  |  |        |        |        |  |
|  |                  | 2                       | OL Reign         | 1                       |   |                   |                 |            |  |  |        |        |        |  |
|  |                  |                         |                  | 1                       |   |                   |                 |            |  |  |        |        |        |  |
|  |                  |                         | 3                | Washington Spirit       | 2 |                   |                 |            |  |  |        |        |        |  |
|  | 3                | Washington Spirit (dts) | 3                | Washington Spirit       | 2 | 1                 |                 |            |  |  |        |        |        |  |
|  | 3                | Washington Spirit (dts) |                  |                         |   |                   |                 |            |  |  |        |        |        |  |
|  | 6                | North Carolina Courage  | 0                |                         |   |                   |                 |            |  |  |        |        |        |  |

## Statistiche

### Squadre

#### Classifica marcatrici
| Gol |  |  | Giocatore         | Squadra                |
| --- |  |  | ----------------- | ---------------------- |
| 10  |  |  | Ashley Hatch      | Washington Spirit      |
| 9   |  |  | Bethany Balcer    | OL Reign               |
| 9   |  |  | Rachel Daly       | Houston Dash           |
| 9   |  |  | Margaret Purce    | NJ/NY Gotham           |
| 8   |  |  | Sydney Leroux     | Orlando Pride          |
| 8   |  |  | Ifeoma Onumonu    | NJ/NY Gotham           |
| 7   |  |  | Eugénie Le Sommer | OL Reign               |
| 7   |  |  | Sophia Smith      | Portland Thorns        |
| 7   |  |  | Lynn Williams     | North Carolina Courage |
| 6   |  |  | Megan Rapinoe     | OL Reign               |
| 6   |  |  | Trinity Rodman    | Washington Spirit      |
| 6   |  |  | Ebony Salmon      | Racing Louisville      |

### Individuale
| Premio              | Assegnato a                        | Note               |
| ------------------- | ---------------------------------- | ------------------ |
| Golden Boot         | Ashley Hatch (Washington Spirit)   | 10 reti realizzate |
| Miglior allenatrice | Laura Harvey (OL Reign)            | [ 18 ]             |
| Miglior rookie      | Trinity Rodman (Washington Spirit) | [ 19 ]             |
| Miglior portiere    | Aubrey Bledsoe (Washington Spirit) | [ 20 ]             |
| Miglior difensore   | Caprice Dydasco (NJ/NY Gotham)     | [ 21 ]             |
| Migliore giocatrice | Jessica Fishlock (OL Reign)        | [ 1 ]              |